# Adolf Zimmer
Adolf Alfred Zimmer (* 28. Februar 1908 in Lemberg; † Mai 1940 in Charkow) war ein polnischer Fußballspieler.

## Leben und Karriere
Zimmer wurde 1908 in Lemberg geboren, einer damals mehrheitlich polnischen Stadt, die bis 1918 zu Österreich-Ungarn gehörte. In seiner Heimatstadt begann er ab 1921 mit dem Fußballspielen, bei Pogoń Lwów, damals einer der führenden polnischen Mannschaften. 1929 schloss er schließlich das humanistische Gymnasium erfolgreich ab und lief fortan regelmäßig für Pogoń Lwów auf. Zwischenzeitlich war er parallel zu seiner Tätigkeit als Fußballspieler beim Militär, dann arbeitete er beim Finanzamt und studierte an der Universität Lemberg. Im Oktober 1934 absolvierte er sein einziges Länderspiel für Polen, bei einem Freundschaftsspiel in Lemberg gegen Rumänien, das 3:3 endete, wurde er für Józef Ciszewski eingewechselt.
Der deutsch-sowjetische Überfall auf Polen im Jahr 1939 bedeutete das Ende für seine Fußball-Karriere. Seine Heimatstadt wurde von der Sowjetunion besetzt, Zimmer wurde nach Charkow verschleppt und dort im Mai 1940 vom sowjetischen NKWD ermordet.